# Битка код Алаџа Дагија
Битка код Алаџа Дагија назив је за серију борби у Руско-турском рату (1877—1878). Победу су однели Руси и она им је омогућила даља освајања ка Ерзуруму.

## Битке
Алаџа Дали је планински масив у Турској. У Руско-турском рату (1877—1878) био је поприште жестоких борби. После деблокаде Карса, крајем јуна 1877. године, руски корпус Лориса-Меликова, са око 32 000 људи, повукао се на положаје код Курукдера да би сачекао појачања. Турци (37 000 људи и 74 топа) под Муктер пашом заузели су положај не северним падинама Алаџа Дагија и 24. августа прешли у напад, али су га убрзо обуставили. Добивши појачања, Руси (око 56 000 људи и 220 топова) преузимају 9. октобра офанзиву која се успешно завршила после шест дана када је једна њихова обухватна колона с леве обале Арпачаја преко Дигора ударила Турцима у леђа. Победа код Алаџа Дагија омогућила је Русима освајање Карса и даље надирање ка Ерзуруму.